# Йон Дагур Торстейнссон
Заголовок цієї статті — це ісландське ім'я, де Йон Дагур — особове ім'я, а Торстейнссон — ім'я по батькові. 
Йон Дагур Торстейнссон (ісл. Jón Dagur Þorsteinsson, нар. 26 листопада 1998, Коупавогур, Ісландія) — ісландський футболіст, вінгер бельгійського клубу «Ауд-Геверле Левен» та національної збірної Ісландії.

## Клубна кар'єра
Йон Дагур Торстейнссон народився у місті Коупавогур і є вихованцем місцевого однойменного клуба. У 2014 році він дебютував у першій команді. Влітку 2015 року права на футболіста викупив англійський «Фулгем». З яким у 2017 році Йон Дагур продовжив дію контракту ще на два роки.
Але в основі «дачників» Йон Дагур так і не зіграв, а у 2018 році відправився в Данію, де сезон провів оренді у клубі «Вендсюссель», після чого влітку 2019 року футболіст підписав повноцінний контракт з іншим данським клубом — «Орхусом». У цій команді ісландець провів три роки, будучи основним гравцем команди, після чого покинув команду по завершенні контракту.
4 липня 2022 року підписав контракт з бельгійським клубом «Ауд-Геверле Левен».

## Збірна
У жовтні 2018 року Йон Дагур був викликаний на матчі національної збірної Ісландії проти Франції та Швейцарії. Але дебют футболіста у збірній відбувся лише за місяць у матчі Ліги націй проти команди Бельгії. 11 січня 2019 року в товариському матчі проти збірної Швеції Йон забив свій перший гол за національну команду.
У 2021 році у складі молодіжної збірної Ісландії він взяв участь у молодіжному чемпіонаті Європи в Угорщині та Словенії. На турнірі він зіграв у матчах проти однолітків з Данії та Росії, але його команда посіла останнє місце у групі.